# Germain Morin (prêtre)
 (mars 2025).
Si vous disposez d'ouvrages ou d'articles de référence ou si vous connaissez des sites web de qualité traitant du thème abordé ici, merci de compléter l'article en donnant les références utiles à sa vérifiabilité et en les liant à la section « Notes et références ».
 (mars 2025).
Motif : En quoi être né à un endroit le rend notable ? Surtout qu'il n'a pas dû naître prêtre. Si ?
- Archive Wikiwix
- Bing
- Cairn
- DuckDuckGo
- E. Universalis
- Gallica
- Google
- G. Books
- G. News
- G. Scholar
- Persée
- Qwant
- (zh) Baidu
- (ru) Yandex
- (wd) trouver des œuvres sur Wikidata

| 1. | Préciser le motif de la pose du bandeau. | Précisez le motif de la pose du bandeau en utilisant la syntaxe suivante : {{admissibilité à vérifier\|date=mars 2025\|motif=remplacez ce texte par le motif}}                              |
| 2. | Informer les utilisateurs concernés.     | Pensez à avertir le créateur de l'article, par exemple, en insérant le code ci-dessous sur sa page de discussion : {{subst:avertissement admissibilité à vérifier\|Germain Morin (prêtre)}} |

Pour les articles homonymes, voir Germain Morin et Morin.
Germain Morin (1642-1702) fut le premier prêtre né en Nouvelle-France[réf. nécessaire][Information douteuse].
Fils de Noël Morin et d'Hélène Desportes, veuve de Guillaume Hébert, il fut baptisé à Québec le 15 janvier 1642. 
Il est ordonné le 29 septembre 1665, et après avoir été secrétaire de François de Montmorency-Laval, il dessert comme missionnaire et curé les paroisses de la Pointe-aux-Trembles (aujourd'hui Neuville), Château-Richer, Ste-Anne de Beaupré, etc. Il fut aussi chanoine du chapitre de Québec.  
Il meurt à l'Hôtel-Dieu le 20 août 1702 et est inhumé dans le chœur de la cathédrale, à l'âge de 60 ans.